# SHS in het seizoen 1957/58
Het seizoen 1957/1958 was het vierde jaar in het bestaan van de Haagse betaaldvoetbalclub SHS. De club kwam uit in de Eerste divisie B en eindigde daarin op de eerste plaats, dit betekende rechtstreekse promotie naar de Eredivisie. Tevens deed de club mee aan het toernooi om de KNVB beker, hierin werd in de derde ronde verloren van Excelsior (0–2).

## Wedstrijdstatistieken

### Eerste divisie B
|       | Eindhoven | Fortuna | Haarlem | Helmondia '55 | Hermes DVS | KFC   | Leeuwarden | Limburgia | RCH   | Rigtersbleek | Sittardia | Stormvogels | De Volewijckers | Wageningen | Xerxes |
| ----- | --------- | ------- | ------- | ------------- | ---------- | ----- | ---------- | --------- | ----- | ------------ | --------- | ----------- | --------------- | ---------- | ------ |
| Thuis | 3 – 2     | 1 – 1   | 2 – 0   | 5 – 2         | 5 – 3      | 2 – 2 | 2 – 1      | 2 – 0     | 6 – 4 | 5 – 1        | 3 – 2     | 0 – 2       | 4 – 1           | 4 – 1      | 3 – 0  |
| Uit   | 2 – 4     | 0 – 3   | 3 – 1   | 1 – 1         | 1 – 2      | 0 – 5 | 0 – 1      | 3 – 1     | 5 – 2 | 1 – 3        | 2 – 1     | 1 – 2       | 1 – 1           | 2 – 2      | 4 – 4  |

### KNVB beker
| 1e ronde                                                | LFC            | 1 – 3 (0 – 1) | SHS                                            |
| 26 december 1957 Plaats: Leiden Sportpark Boshuizerkade | Wim van Kampen |               | Piet Dekker Wim Zwarts –' (e.d.) Jan Neuteboom |
| 2e ronde                                                | UVS            | 0 – 3 (0 – 1) | SHS                                            |
| 23 maart 1958 Plaats: Leiden Wassenaarseweg             |                |               | 18' Piet Dekker 85', –' Wim Zwarts             |
| 3e ronde                                                | SHS            | 0 – 2 (0 – 0) | Excelsior                                      |
| 21 mei 1958 Plaats: Den Haag Houtrust                   |                |               | –', 66' Piet Slui                              |

## Statistieken SHS 1957/1958

### Eindstand SHS in de Nederlandse Eerste divisie B 1957 / 1958
| Stand | Gespeeld | Gewonnen | Gelijk | Verloren | Punten | Doelpunten voor | Doelpunten tegen |
| ----- | -------- | -------- | ------ | -------- | ------ | --------------- | ---------------- |
| 1e    | 30       | 19       | 6      | 5        | 44     | 80              | 48               |

### Topscorers
| #                    | Naam            | Goal |
| -------------------- | --------------- | ---- |
| 1.                   | Jan van Geen    | 30   |
| 2.                   | Wim Zwarts      | 23   |
| 3.                   | Piet Dekker     | 12   |
| 4.                   | Jan Huntink     | 8    |
| 5.                   | Helmut Knollman | 3    |
| 6.                   | Cees IJspelder  | 1    |
| 6.                   | Bram Zwarts     | 1    |
| Onbekende doelpunten |                 |      |
| –                    | Onbekend        | 2    |
| Totaal               | Totaal          | 80   |

| #              | Naam                | Goal |
| -------------- | ------------------- | ---- |
| 1.             | Wim Zwarts          | 3    |
| 2.             | Piet Dekker         | 2    |
| Eigen doelpunt |                     |      |
| .              | Jan Neuteboom (LFC) |      |
| Totaal         | Totaal              | 5    |